# Commelina zenkeri
Commelina zenkeri är en himmelsblomsväxtart som beskrevs av Charles Baron Clarke. Commelina zenkeri ingår i släktet himmelsblommor, och familjen himmelsblomsväxter. Inga underarter finns listade.